# Harouna Sy
Harouna Sy, né le 30 mars 1996 à Mantes-la-Jolie en France, est un footballeur franco-mauritanien qui évolue au poste d'arrière gauche au GD Estoril-Praia.

## Biographie
Né à Mantes-la-Jolie en France, Harouna Sy est un joueur français d'origine senegalaise. Il est le frère de Mansour Sy (Jura Sud Foot) et du joueur professionnel Lamine Sy (SM Caen). Formé par le FC Rouen des U15 jusqu'aux U19 Nationaux inclus, il rejoint ensuite l'AS Poissy en CFA. Il y reste deux saisons en y disputant 51 matchs.
Il découvre le championnat de National en signant au Red Star en juillet 2017 et devient même champion de France de ce niveau avec ce club. Il découvre ensuite le championnat professionnel de Ligue 2 lors de la saison 2018-2019 et joue 28 matchs dans cette division.
Pour la saison 2019-2020, il passe en Belgique dans le club du KSV Roulers où il joue 13 matchs avant une fracture qui le prive de terrain le reste de la saison. Il revient ensuite en france et évolue à l'USL Dunkerque en Ligue 2,. Il y devient le meilleur joueur de la saison et est convoité par le club italien de Lecce. Finalement, il signe à Amiens en Ligue 2 au début de la saison 2021-2022 et dispute avec ce club une vingtaine de matchs de Ligue 2.
Le 13 janvier 2023, Harouna Sy rejoint la Grèce en s'engageant avec le club de Volos FC qui évolue en Super League, soit l'équivalent de la Ligue 1 française,.

## Palmarès
Red Star FC
- National (1) :
  - Champion : 2017-2018.